# آینور دوغان
آینور دوغان (به ترکی: Aynur Doğan)، خواننده و موسیقیدان زن کرد اهل کشور ترکیه است.

## زندگی
آینور دوغان در ۱۹۷۵ در چمشگزک شهری کوهستانی در استان تونجلی (درسیم) به دنیا آمد. خانواده در سال ۱۹۹۲ در خلال درگیری میان نیروهای امنیتی ترکیه و حزب کارگران کردستان (پ.ک. ک) به استانبول مهاجرت کرد. وی در استانبول در مدرسه موسیقی آ.اس. ام در رشته موسیقی و آواز تحصیل کرد و نخستین آلبوم خود را در سال ۲۰۰۲ منتشر ساخت.
آینور دوغان در سال ۲۰۰۴ آلبوم کچا کوردان Keçe Kurdan (دختر کرد) را ضبط و از طریق شرکت کالان موزیک متعلق به حسن کالان منتشر ساخت. این آلبوم در فوریه ۲۰۰۵ توسط دادگاه استانی در دیاربکر ممنوع اعلام شد. اتهام دادگاه این بود که در اشعار این آلبوم برای سازمان‌های غیرقانونی تبلیغ شده‌است. در حکم دادگاه آمده‌بود که این آلبوم «زنان را برمی‌انگیزد تا به آزادی برسند و مردم کردستان ترکیه را به خودمختاری ومستقل شدن فرامی خواند.» ممنوعیت آلبوم بعدها در اواخر سال ۲۰۰۵ برداشته‌شد.

## آلبوم‌ها
1. ۲۰۰۲. سه‌یر (سفر)
2. ۲۰۰۴. کچا کوردان (دختر کرد)
3. ۲۰۰۵. بهار، به همراه گروه موسیقی ترانه‌های برادری
4. ۲۰۰۵. مراز (آرزو)، به همراه میکائیل اصلان
5. ۲۰۰۵. نووپه‌ل (برگ تازه)
6. ۲۰۰۸. ترانه‌هایی از گولدونیا
7. ۲۰۱۰. ره‌وه‌ند (ایل)
8. ۲۰۱۳. هه‌ڤرا (با همدیگر)
9. ۲۰۱۶ هاونیاز (Hawniaz)